# 諾頓360
諾頓360（Norton 360）是一個由賽門鐵克公司所發行的一套“all-in-one”（全部合一）的電腦安全軟體。該軟體內容包括了一個個人防火牆，並能夠執行網路釣魚的防護以及惡意軟體的偵測和移除。這個軟體比諾頓網路安全大師又增加了備份以及電腦維護的功能。
這個軟體目前可以在購買後透過下載、包裝或於電腦的OEM軟體中取得。除了原本軟體的功能以外，家長監護、垃圾郵件過濾等功能可以作為擴充套件在購買原本軟體後免費於網路上下載。這個軟體主要的競爭對象就是微軟的Windows Live OneCare以及McAfee的“Total Protection”套件。
諾頓360相容於32位元版本的Windows XP以及32或64位元版本的Windows Vista和Windows 7。

## 版本歷史

### Project Genesis
在2006年2月7日，賽門鐵克宣布了Project Genesis（Genesis計劃）。Genesis會和賽門鐵克其他的用戶安全產品不同，它會包括檔案備份和電腦維護工具，以及防毒能力和一個防火牆。網絡釣魚的防護及實時的啟發也被計劃在內。對Windows Vista的相容也是Genesis一個主要的方面。Genesis計劃於9月發佈。在2005年5月，微軟宣佈一個有相似功能的安全套裝——Windows Live OneCare，計劃於2006年發佈。
在2006年5月31日，Genesis重新命名為Norton 360。它的功能也被確認——它將會有與諾頓網路安全大師一樣的功能，並會加上檔案備份、電腦維護、網路釣魚的防護及實時的啟發。一個公開測試版亦計劃在2006年夏季發佈。最終版本發佈日期也設定在2006年年尾。在同一日，McAfee宣布了Falcon，是一個與諾頓360及OneCare有相似功能的安全套裝。但是，這些日期都被推遲。OneCare在2006年夏季推出，而Falcon也進入了公開Beta版測試。
很多人認為諾頓360是用作回應微軟的防毒軟件（OneCare）。但是，隨著OneCare的發佈，一些人認為賽門鐵克落後於其競爭對手。賽門鐵克副總裁Mark Bregman聲稱即將發佈的諾頓360並非有意與OneCare競爭。
首個公開測試版本於2006年11月提供，與Windows XP相容。隨後，第二個測試版本亦在2006年12月20日發佈，加入了對Windows Vista組建6000的相容。在100,000人測試過這軟件後，賽門鐵克於2007年2月把軟件分發到零售店。

### 1.0版本
1.0版本於2007年2月26日發佈。這個版本是首個使用SONAR偵測零天攻擊病毒（zero-day viruses）的賽門鐵克產品。SONAR會監察惡意行為，並根據需要採取行動。備份及還原功能允許用戶把檔案備份在線上、硬碟、CD、DVD等。電腦維護工具允許用戶清理瀏覽器歷史記錄及暫存檔。另外，磁碟重組工具亦包括在電腦維護工具中。網絡釣魚防護結合在Internet Explorer中，向用戶警告詐騙網站。
在Windows XP中，需要300 MHz的處理器、256MB的RAM及300MB的硬碟空間；在Windows Vista中，需要800 MHz的處理器、512MB的RAM及300MB的硬碟空間。
多個評論都讚揚諾頓360的網絡釣魚防護及與諾頓網路安全大師2007相比下較低的資源佔用。PC Magazine發現其網絡釣魚防護功能比Internet Explorer 7及Firefox 2更能有效阻擋對詐騙網站的存取。然而，評論家強調其缺乏給進階用戶使用的手動控制。CNET指出其缺乏對Internet Explorer以外瀏覽器（如Mozilla Firefox）的網絡釣魚防護。CNET亦強調其缺少無線網絡工具，例如當有人未經邀請連接網絡時通知用戶或協助加密無線信號。PC Magazine批評Norton 360 1.0版本的垃圾郵件過濾附加程式套件，只能阻擋一半的垃圾郵件，而且5%的正當郵件卻被錯誤阻檔。

### 2.0版本
2.0版本於2008年3月3日發佈。備份功能現在可以把資料燒錄至藍光光碟及HD DVD光碟。多個安裝的諾頓360也可以集中備份到同一個位置。當使用線上備份功能時，用戶可以控制諾頓使用的頻寬。登錄清除亦被加入到電腦維護工具中，允許用戶清理無效項目。適用於Firefox的網絡釣魚防護亦被加入了。諾頓身份安全（Norton Identity Safe）亦加強對網絡釣魚的防護，它會把網站的登入資訊儲存。網絡地圖允許用戶檢視網絡上其他使用Norton的電腦的狀態及檢視每部電腦的基本資料。系統需求與1.0版一樣。
PC Magazine發現其垃圾郵件過濾表現不佳，超過25%的正當郵件下被錯誤識別為垃圾郵件。CNET安裝2.0版在舊機器時遇到問題。

### 3.0版本
3.0版本於2009年3月4日發佈。這個版本使用了和諾頓網路安全大師2009相同的代碼庫。在早期的版本中，賽門鐵克專門為諾頓360重寫代碼。
3.0版本加入了諾頓網頁安全（Norton Safe Web），在之前是一個獨立提供的服務。Safe Web以工具列形式結合在Firefox及Internet Explorer中，阻檔對欺騙及惡意軟件托管網站的存取。這個工具列亦包含一個搜尋框，並把鍵入的搜索查詢路由到Ask.com搜尋引擎。這個工具列並非與Ask.com工具列共享代碼，Ask.com工具列被邁克菲（McAfee）、趨勢科技（Trend Micro）及其他防毒軟件廠商列為間諜軟件。由於搜尋功能受到批評，賽門鐵克宣布Ask.com搜尋框將於3.0版本的未來發佈中隱藏。
這個發佈也引進了把檔案備份到快閃裝置的能力。儲存在快閃裝置的檔案能夠複製到另一部沒有安裝諾頓360的電腦。諾頓亦會在Windows檔案總管中創建一個虛擬驅動器（virtual drive），讓用戶能夠瀏覽他們備份在其電腦或在線上的檔案。用戶能夠使用拖放技術還原個人檔案。3.0版本不會保留先前版本的檔案，並會略過被其他程式開啟了的檔案。一個啟動管理程式亦包括在這個發佈，允許用戶控制哪一些程式在登入後啟動。為增強啟動管理程式，諾頓能量度程式對登入時間的影響。
PC Magazine強調3.0版的郵件過濾表現低下，把一半的正當郵件歸錯為垃圾郵件。PC Magazine亦指出在一個支援階段中，賽門鐵克技術人員使用了共享軟件Malwarebytes' Anti-Malware來移除電腦中的惡意軟件，並稱它為一個「線上諾頓程式」。

## 反應

### FBI合作
賽門鐵克順從聯邦調查局（FBI），將由其開發的鍵盤監聽程式（keylogger）列入白名單。Magic Lantern用作獲取加密電子郵件的密碼，是調查罪行的一部分。Magic Lantern被利用作一個電郵附件。當該附件被打開，一個特洛伊木馬就會安裝到疑犯的電腦。該木馬程式會在疑犯使用PGP加密以提升電郵訊息安全性的時候激活。當木馬程式被激活後，它會記錄該PGP密碼，這能夠讓FBI解密使用者的通訊。賽門鐵克及其他主要防毒軟件廠商都把Magic Lantern列入白名單，使他們的防毒產品，包括諾頓網路安全大師，不會偵測Magic Lantern。
一個來自Sophos的技術顧問，Graham Cluley說：「我們沒有辦法知道它是否由FBI編寫，即使知道，我們也不能知道它是否正在被FBI使用或者已經被第三方征用。」我們的客戶為了我們的一個服務付費，以保護他們免受所有形式的惡意代碼。
FBI的發言人Paul Bresson回應Magic Lantern是否需要法院命令部署，說：「和所有FBI部署的技術項目和工具一樣，它會依照適當的法律程序使用。」支持者認為Magic Lantern的技術能夠讓執法機構更快速有效地解密被加密保護的訊息。

### 移除
諾頓網絡安全大師（Windows版本）因不能完整地移除而受到批評。它在移除後仍會留下多餘的檔案及登錄項。在3.0版之前的版本亦會分別安裝一個LiveUpdate程式，用作更新諾頓系列軟件。用戶需要手動移除諾頓網絡安全大師及LiveUpdate組件。LiveUpdate組件是故意地留下來作更新其他諾頓產品（如果存在）的。賽門鐵克開發了Norton Removal Tool，可用作移除多餘的登錄鍵、登錄值及檔案和資料夾。移除程式並不會刪除訂閱資料，保留以防止用戶多次安裝試用版本。

### Windows服務包
當諾頓360 2.0版安裝後，用戶遇到不相客更新到Windows XP Service Pack 3或Windows Vista Service Pack 1。用戶報告一個名為fixcss.exe的工具添加了許多無用的登錄鍵，引致裝置管理員變成空白及找不到部份裝置，例如無線網絡適配器。賽門鐵克最初因不相容而指責微軟，但後來承認部份責任。
賽門鐵克產品管理消費者部門高級主管Dave Cole承認用戶在執行諾頓產品時遇到問題，但他說數目很少。Cole還表明賽門鐵克已經為其產品與Windows XP SP3做了「大規模測試」，但沒有遇到這個問題。Cole指責微軟：「這是和XP SP3有關的。」微軟推薦用戶聯絡Windows的客戶支援。為解決這個問題，賽門鐵克發佈了一個修補程式給用戶在升級前使用。賽門鐵克亦建議禁用2008年發佈中的防篡改保護組件（稱為SymProtect）。從賽門鐵克能得到一個工具用作刪除被添加的登錄項。

### Windows Vista
賽門鐵克策略機會部門副總裁Sarah Hicks表示關注Windows Vista 64-bit的PatchGuard功能。

### 性能影響
PassMark Software在2008年進行了一個測試，發現2.0版本對電腦性能的影響很少，相對於其他測試的防毒軟件平均影響為低。賽門鐵克資助了這個測試及提供了一些腳本作基準測試。系統以乾淨安裝的Windows Vista作基準測試，然後再安裝一個安全套裝。

## 外部連結
- 諾頓360首頁
- 適用於Windows 7 Beta的諾頓360